# Pierre de Larivey
Pierre de Larivey (* 20. Juli 1541 in Troyes, Département Aube; † 12. Februar 1619 ebenda) war ein französischer Dramatiker.

## Leben und Wirken
Larivey wurde in Troyes als Sohn italienischer Eltern geboren und war der bedeutendste französische Komödiendichter des 16. Jahrhunderts. Lariveys Komödien waren Bearbeitungen italienischer Vorlagen und erschienen in zwei Teilen 1579 und 1611. Eine Szene aus Lariveys Werk Les Esprits wurde später von Molière aufgegriffen.

## Werke (Auswahl)
- Luigia Zilli (Hrsg.): Théâtre complet. Classiques Garnier, Paris 2011

1. Les six premières comédies facecieuses. 2011, ISBN 978-2-8124-0231-9.[1]